# Palaua straminea
Palaua straminea é uma espécie de gastrópode da família Euconulidae.
É endémica de Palau.